# Leichtathletik-Weltmeisterschaften 2011/Teilnehmer (Vereinigtes Königreich)
| Gelbes Symbol für Goldmedaillen mit stilisierten Olympischen Ringen | Graues Symbol für Silbermedaillen mit stilisierten Olympischen Ringen | Braundes Symbol für Bronzemedaillen mit stilisierten Olympischen Ringen |
| ------------------------------------------------------------------- | --------------------------------------------------------------------- | ----------------------------------------------------------------------- |
| 3                                                                   | 3                                                                     | 1                                                                       |

Der britische Leichtathletik-Verband stellte bei den Leichtathletik-Weltmeisterschaften 2011 im koreanischen Daegu 59 Teilnehmer.

## Ergebnisse

### Männer

#### Laufdisziplinen
| Athlet                                                                   | Disziplin    | Vorlauf        | Vorlauf | Halbfinale    | Halbfinale    | Finale        | Finale        |
| Athlet                                                                   | Disziplin    | Zeit           | Platz   | Zeit          | Platz         | Zeit          | Platz         |
| ------------------------------------------------------------------------ | ------------ | -------------- | ------- | ------------- | ------------- | ------------- | ------------- |
| Harry Aikines-Aryeetey                                                   | 100 m        | 10,28 s        | 9       | 10,23 s       | 13            | ausgeschieden | ausgeschieden |
| Dwain Chambers                                                           | 100 m        | 10,28 s        | 9       | DSQ           | DSQ           | ausgeschieden | ausgeschieden |
| Marlon Devonish                                                          | 100 m        | 10,34 s        | 18      | 10,25 s       | 16            | ausgeschieden | ausgeschieden |
| James Ellington                                                          | 200 m        | 20,82 s        | 24      | ausgeschieden | ausgeschieden | ausgeschieden | ausgeschieden |
| Christian Malcolm                                                        | 200 m        | 20,66 s        | 14      | 20,88 s       | 15            | ausgeschieden | ausgeschieden |
| Martyn Rooney                                                            | 400 m        | 45,30 s SB     | 12      | 46,09 s       | 19            | ausgeschieden | ausgeschieden |
| Andrew Osagie                                                            | 800 m        | 1:46,08 min    | 5       | 1:46,12 min   | 13            | ausgeschieden | ausgeschieden |
| Michael Rimmer                                                           | 800 m        | 1:47,11 min    | 23      | ausgeschieden | ausgeschieden | ausgeschieden | ausgeschieden |
| James Shane                                                              | 1500 m       | 3:41,17 min    | 19      | ausgeschieden | ausgeschieden | ausgeschieden | ausgeschieden |
| Mo Farah                                                                 | 5000 m       | 13:38,03 min   | 9       |               |               | 13:23,36 min  | Gold          |
| Mo Farah                                                                 | 10.000 m     |                |         |               |               | 27:14,07 min  | Silber        |
| Andrew Lemoncello                                                        | Marathon     |                |         |               |               | DNS           | DNS           |
| Lee Merrien                                                              | Marathon     |                |         |               |               | 2:16:59 h     | 22            |
| David Webb                                                               | Marathon     |                |         |               |               | 2:15:48 h SB  | 15            |
| Lawrence Clarke                                                          | 110 m Hürden | 13,65 s        | 23      | ausgeschieden | ausgeschieden | ausgeschieden | ausgeschieden |
| William Sharman                                                          | 110 m Hürden | 13,52 s        | 11      | 13,51 s       | 7             | 13,67 s       | 5             |
| Andrew Turner                                                            | 110 m Hürden | 13,32 s        | 5       | 13,44 s       | 6             | 13,44 s       | Bronze        |
| David Greene                                                             | 400 m Hürden | 48,52 s        | 1       | 48,62 s       | 2             | 48,26 s       | Gold          |
| Jack Green                                                               | 400 m Hürden | 50,39 s        | 27      | 49,62 s       | 15            | ausgeschieden | ausgeschieden |
| Nathan Woodward                                                          | 400 m Hürden | 49,06 s        | 10      | 49,57 s       | 14            | ausgeschieden | ausgeschieden |
| Harry Aikines-Aryeetey Marlon Devonish Christian Malcolm Craig Pickering | 4 × 100 m    | 38,29 s        | 4       |               |               | DNF           | DNF           |
| Richard Strachan Nigel Levine Christopher Clarke Martyn Rooney           | 4 × 400 m    | 3:00,38 min SB | 4       |               |               | 3:01,16 min   | 7             |

#### Sprung/Wurf
| Athlet                | Disziplin      | Qualifikation | Qualifikation | Finale        | Finale        |
| Athlet                | Disziplin      | Weite/Höhe    | Platz         | Weite/Höhe    | Platz         |
| --------------------- | -------------- | ------------- | ------------- | ------------- | ------------- |
| Martyn Bernard        | Hochsprung     | 2,21 m        | 29            | ausgeschieden | ausgeschieden |
| Tom Parsons           | Hochsprung     | 2,25 m        | 19            | ausgeschieden | ausgeschieden |
| Steven Lewis          | Stabhochsprung | 5,50 m        | 12            | 5,65 m SB     | 9             |
| Greg Rutherford       | Weitsprung     | 8,00 m        | 15            | ausgeschieden | ausgeschieden |
| Christopher Tomlinson | Weitsprung     | 8,02 m        | 12            | 7,87 m        | 11            |
| Phillips Idowu        | Dreisprung     | 17,17 m       | 4             | 17,77 m SB    | Silber        |
| Abdul Buhari          | Diskuswurf     | 60,21 m       | 30            | ausgeschieden | ausgeschieden |
| Brett Morse           | Diskuswurf     | 62,38 m       | 12            | 62,69 m       | 12            |
| Carl Myerscough       | Diskuswurf     | 60,29 m       | 29            | ausgeschieden | ausgeschieden |

### Frauen

#### Laufdisziplinen
| Athletin                                                             | Disziplin        | Vorlauf        | Vorlauf | Halbfinale     | Halbfinale    | Finale        | Finale        |
| Athletin                                                             | Disziplin        | Zeit           | Platz   | Zeit           | Platz         | Zeit          | Platz         |
| -------------------------------------------------------------------- | ---------------- | -------------- | ------- | -------------- | ------------- | ------------- | ------------- |
| Jeanette Kwakye                                                      | 100 m            | 11,41 s        | 29      | 11,48 s        | 13            | ausgeschieden | ausgeschieden |
| Laura Turner                                                         | 100 m            | 11,44 s        | 30      | ausgeschieden  | ausgeschieden | ausgeschieden | ausgeschieden |
| Anyika Onuora                                                        | 100 m            | 11,40 s        | 28      | ausgeschieden  | ausgeschieden | ausgeschieden | ausgeschieden |
| Anyika Onuora                                                        | 200 m            | 22,93 s PB     | 14      | 23,08 s        | 16            | ausgeschieden | ausgeschieden |
| Lee McConnell                                                        | 400 m            | 52,75 s        | 21      | 51,97 s        | 15            | ausgeschieden | ausgeschieden |
| Christine Ohuruogu                                                   | 400 m            | DSQ            | DSQ     | ausgeschieden  | ausgeschieden | ausgeschieden | ausgeschieden |
| Nicola Sanders                                                       | 400 m            | 52,65 s        | 20      | 52,47 s        | 19            | ausgeschieden | ausgeschieden |
| Emma Jackson                                                         | 800 m            | 2:01,17 min    | 10      | 1:59,77 min PB | 12            | ausgeschieden | ausgeschieden |
| Jenny Meadows                                                        | 800 m            | 2:01,11 min    | 8       | 1:59,07 s      | 9             | ausgeschieden | ausgeschieden |
| Marilyn Okoro                                                        | 800 m            | 1:59,74 min    | 4       | 2:01,54 min    | 19            | ausgeschieden | ausgeschieden |
| Lisa Dobriskey                                                       | 1500 m           | 4:12,70 min    | 21      | ausgeschieden  | ausgeschieden | ausgeschieden | ausgeschieden |
| Hannah England                                                       | 1500 m           | 4:13,45 min    | 22      | 4:08,31 min    | 6             | 4:05,68 min   | Silber        |
| Helen Clitheroe                                                      | 5000 m           | 15:37,73 min   | 15      |                |               | 15:21,22 min  | 12            |
| Alyson Dixon                                                         | Marathon         |                |         |                |               | 2:50:51 h     | 42            |
| Susan Partridge                                                      | Marathon         |                |         |                |               | 2:35:57 h     | 24            |
| Johanna Jackson                                                      | 20 km Gehen      |                |         |                |               | 1:35:32 h     | 22            |
| Tiffany Porter                                                       | 100 m Hürden     | 12,84 s        | 5       | 12,56 s NR     | 2             | 12,63 s       | 4             |
| Eilidh Child                                                         | 400 m Hürden     | 56,18 min      | 18      | 55,89 min      | 15            | ausgeschieden | ausgeschieden |
| Perri Shakes-Drayton                                                 | 400 m Hürden     | 55,90 min      | 13      | 55,07 min      | 9             | ausgeschieden | ausgeschieden |
| Barbara Parker                                                       | 3000 m Hindernis | 9:38,21 min    | 10      |                |               | 9:56,66 min   | 11            |
| Jeanette Kwakye Anyika Onuora Tiffany Porter Laura Turner            | 4 × 100 m        | 43,95 s        | 12      |                |               | ausgeschieden | ausgeschieden |
| Christine Ohuruogu Nicola Sanders Lee McConnell Perri Shakes-Drayton | 4 × 400 m        | 3:23,05 min SB | 3       |                |               | 3:23,63 min   | 4             |

#### Sprung/Wurf
| Athletin        | Disziplin      | Qualifikation | Qualifikation | Finale        | Finale        |
| Athletin        | Disziplin      | Weite/Höhe    | Platz         | Weite/Höhe    | Platz         |
| --------------- | -------------- | ------------- | ------------- | ------------- | ------------- |
| Holly Bleasdale | Stabhochsprung | NMH           | NMH           | ausgeschieden | ausgeschieden |
| Kate Dennison   | Stabhochsprung | 4,50 m        | 13            | ausgeschieden | ausgeschieden |
| Shara Proctor   | Weitsprung     | 6,34 m        | 20            | ausgeschieden | ausgeschieden |
| Yamilé Aldama   | Dreisprung     | 14,35 m SB    | 5             | 14,50 m SB    | 5             |
| Sophie Hitchon  | Hammerwurf     | 64,93 m       | 26            | ausgeschieden | ausgeschieden |
| Goldie Sayers   | Speerwurf      | 62,19 m       | 6             | 58,18 m       | 10            |

#### Siebenkampf
| Athletin      | Disziplin | 100 m Hürden | Hochsprung | Kugelstoßen | 200 m   | Weitsprung | Speerwurf | 800 m       | Punkte | Platz |
| ------------- | --------- | ------------ | ---------- | ----------- | ------- | ---------- | --------- | ----------- | ------ | ----- |
| Jessica Ennis | Ergebnis  | 12,93 s      | 1,86 m     | 14,67 m PB  | 23,27 s | 6,51 m     | 39,95 m   | 2:07,81 min | 6751   | Gold  |
| Jessica Ennis | Punkte    | 1133         | 1054       | 839         | 1052    | 1010       | 666       | 997         | 6751   | Gold  |
| Louise Hazel  | Ergebnis  | 13,24 s PB   | 1,74 m PB  | 12,36 m SB  | 24,25 s | 6,25 m     | 41,75 m   | 2:15,44 min | 6149   | 14    |
| Louise Hazel  | Punkte    | 1089         | 903        | 685         | 957     | 927        | 701       | 887         | 6149   | 14    |